# Port Alberni
Port Alberni és una ciutat al Districte Regional d'Alberni-Clayoquot a la província de la Colúmbia Britànica, Canadà. Té una població total de 17.743 habitants, mentre que la de tota l'àrea metropolitana és de 25.396. Port Alberni és dins de la vall d'Alberni en l'extrem intern d'Alberni Inlet, l'ancorada més llarga de l'illa de Vancouver. L'altre extrem de l'ancorada es troba Barkley Sound. Port Alberni és considerat la “Capital Mundial del Salmó”, distinció també aclamada pel proper riu Campbell. És agermanada amb Abashiri a Hokkaido al nord del Japó.

## Història
Després d'un primer assentament rudimentari en 1860 per part de treballadors d'una empresa britànica, un any després, el capità del navili HMS Hecate, George Henry Richards, de la mateixa nacionalitat, va batejar amb el nom de “Port Alberni” en honor del militar català Pere d'Alberní (1747-1802), qui va estar destinat dos anys en la propera Illa de Nootka i en 1791 va explorar el Pacífic nord al costat del crioll peruà Manuel Quimper.